# Armádní generál
Armádní generál je generálská vojenská hodnost používaná armádami některých států. Jde o nejvyšší hodnost, pouze v armádách užívajících hodnost maršála je druhou nejvyšší.

## Česká republika
Armádní generál je nejvyšší generálskou hodností v Armádě České republiky. Nejbližší nižší hodnost je generálporučík. Pokud je armádní generál ve funkci náčelníka Generálního štábu Armády ČR, pak jedinou výše postavenou osobou je prezident České republiky, který je vrchním velitelem českých ozbrojených sil.
Hodnostní označení jsou čtyři velké pěticípé zlaté hvězdy se zlatým lemováním výložek a lipové ratolesti kolem státního znaku na pokrývce hlavy.
Armádní generál zpravidla velí jedné armádě nebo sboru.
V České republice bylo v letech 1993–2022 jmenováno deset armádních generálů. Mimo Tomáše Sedláčka a Emila Bočka, veteránů z druhé světové války, jmenovaní vždy zastávali funkci náčelníka Generálního štábu AČR:
- 22. září 1993 – Karel Pezl[1]
- 8. května 2002 – Jiří Šedivý[1]
- 8. května 2006 – Pavel Štefka[2]
- 14. listopadu 2008 – Tomáš Sedláček[3]
- 28. října 2009 – Vlastimil Picek[4]
- 8. května 2014 – Petr Pavel[5]
- 8. května 2016 – Josef Bečvář[6]
- 28. října 2018 – Aleš Opata[7]
- 8. května 2019 – Emil Boček[8]
- 8. května 2022 – Jiří Nekvasil[9]
- 8. května 2025  – Karel Řehka[10]

## Čínská lidová republika
V Čínské lidové osvobozenecké armádě byla hodnost ta-ťiang (čínsky 大将; doslova „velký generál“), která odpovídala sovětské hodnosti генерал армии, využívána v letech 1955 až 1965. Udělena byla pouze v roce 1955, a to deseti zasloužilým vojevůdcům ČLOA. Byli to Su Jü, Sü Chaj-tung, Chuang Kche-čcheng, Čchen Keng, Tchan Čeng, Siao Ťin-kuang, Čang Jün-i, Luo Žuej-čching, Wang Šu-šeng a Sü Kuang-ta. Hodnostní systém Čínské lidové osvobozenecké armády byl v roce 1965 zrušen a obnoven byl opět v roce 1988. Nicméně hodnost ta-ťiang nebyla v roce 1988 obnovena, ale nahrazena hodností i-ťi šang-ťiang (čínsky 一级上将, doslova „vrchní generál první třídy“). Avšak tato hodnost nebyla nikomu udělena a v roce 1994 byla zrušena.

## Francie

Francie

Armádní generál (général d’armée) je nejvyšší generálská hodnost Francie. Přesněji je to označení hodnosti používané divizními generály v nejvyšších vojenských funkcích – náčelník generálního štábu, štábu pozemních sil (pět hvězd na náramennících) a některých dalších.

## Sovětský svaz
V roce 1940 byla v Sovětském svazu hodnost armádního generála (генерал армии) zavedena v Rudé armádě při přejmenování generálských hodností. Hodnost byla zařazena mezi maršála Sovětského svazu (vyšší) a generálplukovníka (nižší), odpovídala hodnosti admirála loďstva v námořnictvu. V červnu 1940 byli jmenováni první tři armádní generálové, během 2. světové války jejich počet vzrostl, hodnost získávali zpravidla velitelé frontů. Celkem bylo do roku 1991 jmenováno armádními generály 133 vojáků, hodnost byla užívána též pro nejvyšší představitele rezortů vnitra a bezpečnosti.
Před rokem 1940 odpovídal této hodnosti komandarm (velitel armády) I. stupně.

## Spojené státy americké

„Army general“, Armáda Spojených států

Armádní generál (Army general) je vzácně používaná hodnost pozemních sil Spojených států. Poprvé byla použita jako (čtyřhvězdičková) hodnost pro generála Ulyssese S. Granta, po jeho zvolení prezidentem pak pro Grantovy nástupce W. T. Shermana a P. H. Sheridana.
Další armádní generálové (s pěti hvězdami) byli jmenováni až v prosinci 1944 (G. Marshall, D. MacArthur, D. D. Eisenhower a H. H. Arnold). O. Bradley byl jmenován v září 1950. Od té doby je nejvyšší dosažitelnou hodností pro generály pozemních sil hodnost generál (general).

## Ostatní státy
Státy sovětského bloku (Polsko, Československo, NDR, Bulharsko) s převzetím sovětského systému generálských hodností převzaly[zdroj⁠?!] i tuto hodnost, typicky pro ministry obrany. Po rozpadu SSSR je hodnost používána v Bělorusku, Rusku, Kazachstánu. Na Ukrajině existovala do roku 2020, kdy změnou zákona byla přejmenována na hodnost generál.
Hodnost byla zavedena i v některých dalších státech – Indonésie, Libérie, Paraguay, Brazílie, dříve v Jugoslávii.